# Adalberto Arturo Rosat
Adalberto Arturo Rosat  (Cles, 22 de enero de 1934 - Casa Guadalupe (Bolivia), 31 de enero de 2015) fue obispo católico boliviano de Aiquile.

## Biografía
Adalberto Arturo Rosat se ordenó por la orden de los Franciscanos el 13 de julio de 1958. En 1959, se hace misionero de la Basilica Virgen de Copacabana en Copacabana, el lugar de peregrinación católica más importante de Bolivia. Como misionero fidei donum, estaba comprometido en ayudar a la próxima generación de sacerdotes. Adalberto Arturo Rosat se ocupó intensamente de los pueblos indígenas, en particular de las variedades de lenguas indígenas como el quechua. Desarrolló un diccionario quechua/castellano. El Papa Juan Pablo II lo nombró Prelado de Aiquile el 22 de noviembre de 1986. El Nuncio Apostólico en Bolivia, Monseñor Santos Abril y Castelló, le donó la ordenación episcopal el 1 de febrero del año siguiente.  
El 25 de marzo de 2009 el Papa Benedicto XVI acepta su renuncia por su avanzada edad.